# Phyllocycla anduzei
Phyllocycla anduzei – gatunek ważki z rodziny gadziogłówkowatych (Gomphidae). Występuje na terenie Ameryki Południowej.